# Manuel Corvalán
Manuel de la Trinidad Corvalán (Mendoza, Capitanía General de Chile, 1774 - Buenos Aires, 1847) fue un militar y político argentino, líder del Partido Federal de la Provincia de Mendoza. Posteriormente fue edecán del gobernador de la Provincia de Buenos Aires y virtual gobernante de toda la Argentina, Juan Manuel de Rosas.

## Sus inicios
Hijo de un militar, de joven se trasladó a Buenos Aires, donde estudió en el Real Colegio de San Carlos; pero se negó a ser abogado como querían sus padres, y se dedicó al comercio.
Al producirse las Invasiones Inglesas, se unió a las fuerzas locales durante la Reconquista de Buenos Aires, y luego participó en la Defensa en el Batallón de Arribeños, participando en el Combate de Corrales de Miserere el 2 de julio de 1807 bajo las órdenes del Gral. Liniers. Casi toda la compañía de Corvalán quedó fuera de combate, y él se retiró salvando la bandera de su batallón en ese día y en los sucesivos hasta el 7, en que remontó su compañía uniformándola con sus recursos propios y los de sus amigos.
En 1809 se unió a las fuerzas del coronel Cornelio Saavedra en defensa de la autoridad de Santiago de Liniers, y más tarde formó parte del grupo que presionaba a favor de apoyar la independencia de España. Fue ascendido a teniente coronel.

## La Revolución
En 1810, la Primera Junta lo envió a San Luis, Mendoza y San Juan, con la comunicación oficial de la Revolución de Mayo, la exigencia de su reconocimiento por los cabildos de esas ciudades, y la invitación a elegir un diputado por cada una, que se incorporaría a la llamada Junta Grande. Meses después fue nombrado comandante del fuerte de San Rafael, última avanzada hacia el sur en la provincia de Cuyo. En 1811 fue nombrado comandante de fronteras de Mendoza.
A fines del año siguiente se le encargó reunir reclutas para los ejércitos patriotas, como el Regimiento de Granaderos a Caballo. Como anécdota curiosa, ese fue el origen de la carrera militar del futuro caudillo federal Facundo Quiroga, que pronto volvió a La Rioja. Luego fue nombrado jefe del regimiento de Pardos y Morenos.

## El Ejército de los Andes
El 6 de julio de 1814 fue nombrado, por el Director Supremo Teniente de Gobernador de San Juan, cargo que dependía del gobernador de Cuyo, José de San Martín. Pero como algunos notables le suscitaron dificultades alegando que el gobernador debía ser oriundo de San Juan, Corvalán llamó a un cabildo abierto e hizo entrega del gobierno, dando cuenta a su superior; el 15 de marzo de 1815 le escribía San Martín: 

Mi buen amigo! Va la orden para que usted venga en el día; me es muy necesaria su persona para comisiones bien interesantes. Usted es árbitro de hacer su marcha con la comodidad que le parezca, tomandose el tiempo que crea oportuno

San Martín le encargó del equipo, armamento y demás preparativos del ejército. En esta labor tan inteligente como difícil en esas circunstancias, Corvalán invirtió patrióticamente su patrimonio, y puede decirse que cooperó en primera línea a que San Martín pasase los Andes con ejército listo para combatir.
Cuando el Director Supremo Alvear intentó reemplazar a San Martín, fue uno de los pocos que aceptó la autoridad del coronel Gregorio Perdriel. Esa actitud le valió ser reemplazado por el coronel Toribio de Luzuriaga en mayo de 1815, tras la caída de Alvear.
No obstante, San Martín lo unió a su campamento de El Plumerillo y lo puso a cargo de funciones administrativas como jefe de la maestranza. Cuando el Ejército inició la campaña a Chile, lo dejó como jefe de lo poco que quedaba del ejército mendocino y de las instalaciones del Plumerillo. Fue fiscal en la causa contra Juan José y Luis Carrera, pero fue luego reemplazado por Bernardo de Monteagudo, que consiguió la ejecución de ambos. Al llegar la noticia de la derrota de Cancha Rayada, hizo un gran esfuerzo para poner a la provincia en condiciones de defenderse de un posible ataque realista.

## La crisis de los años 1820
Durante la crisis política de principios de los años 20 se unió a los federales. Cuando Facundo Quiroga retuvo al regimiento mendocino que había atacado La Rioja, negoció con él la devolución de una parte del mismo.
Apoyó la revolución del general Bruno Morón, que derrocó al gobernador Pedro José Campos y colocó en el poder a Tomás Godoy Cruz. Este lo envió a Chile, a pedir ayuda de ese país para hacer frente al general José Miguel Carrera, que estaba por atacar Mendoza; al fin y al cabo, la intención de Carrera era invadir Chile. Fue ascendido a coronel en 1822.
Al año siguiente intentó mediar entre el gobernador riojano Nicolás Dávila y la legislatura; el defensor de ésta, Facundo Quiroga, aceptó la mediación, pero Dávila la rechazó. Esa actitud llevó a la batalla de El Puesto, que llevaría al gobierno riojano a Facundo Quiroga.
Apoyó la revolución que llevó al poder a su amigo, el general José Albino Gutiérrez, y colaboró en su gobierno. Cuando este fue derrocado por una revolución dirigida por Juan Lavalle y Juan de Dios Correas, se marchó a Buenos Aires.

## Edecán de dos gobernadores
En Buenos Aires se hizo amigo del líder federal Manuel Dorrego. Por influencia de este y de su primo, el gobernador de Mendoza Juan Rege Corvalán, fue elegido diputado al Congreso Nacional en 1826. Se incorporó al mismo poco después de la sanción de la constitución unitaria, y se unió al círculo federal que dirigía Dorrego.
Cuando cayó el gobierno de Bernardino Rivadavia y el Congreso fue disuelto, el nuevo gobernador Dorrego lo nombró su edecán. A mediados de 1828 fue enviado a Santa Fe, donde fue diputado por Mendoza al Congreso federal, que terminó siendo una especie de asamblea consultiva. Como los demás miembros del mismo, condenó enérgicamente el derrocamiento y muerte de Dorrego por el general Lavalle. Fue el jefe de Estado Mayor del ejército de Estanislao López, con el que este atacó a Lavalle y lo derrotó en la batalla de Puente de Márquez. Quedó en Buenos Aires, junto al nuevo líder federal, Juan Manuel de Rosas. Cuando este fue elegido gobernador, lo nombró su edecán.
Acompañó a Rosas en la campaña contra la Liga del Interior en 1831. De regreso fue nombrado diputado por Mendoza a la convención de Santa Fe, y en su nombre firmó el Pacto Federal el 4 de enero de 1831.
Participó en la Campaña al Desierto de 1833, ocupando la famosa isla de Choele Choel sobre el río Negro con su regimiento.
Fue nuevamente edecán en la segunda gobernación de Rosas, que en 1837 lo ascendió a general. Asistió por años al Restaurador, ayudándole en las representaciones oficiales, en el control de la formación militar, en el campamento de Santos Lugares y en sus funciones diarias de gobierno. En sus últimos años fue diputado provincial; pero, dado que seguía siendo edecán del gobernador, casi no asistió a las sesiones.